# Astictopterini
De Astictopterini zijn een geslachtengroep van vlinders van de familie van de dikkopjes (Hesperiidae), van de onderfamilie van de Hesperiinae.

## Geslachten
- Acada Evans, 1937
- Acleros Mabille, 1885
- Actinor Watson, 1893
- Andronymus Holland, 1896
- Artitropa Holland, 1896
- Astictopterus Felder & Felder, 1860
- Caenides Holland, 1896
- Chondrolepis Mabille, 1904
- Cupitha Moore, 1884
- Dotta Grishin, 2019
- Eogenes Mabille, 1909
- Flandria Larsen, 2013
- Fresna Evans, 1937
- Fulda Evans, 1937
- Galerga Mabille, 1898
- Gamia Holland, 1896
- Gorgyra Holland, 1896
- Gyrogra Lindsey & Miller, 1965
- Hidari Distant, 1886
- Hollandus Larsen & Collins, 2015
- Hypoleucis Mabille, 1891
- Isoteinon C. & R. Felder, 1862
- Kedestes Watson, 1893
- Lennia Grishin, 2022
- Leona Evans, 1937
- Lissia Grishin, 2019
- Melphina Evans, 1937
- Melphinyet Larsen, 2012
- Moltena Evans, 1937
- Monza Evans, 1937
- Nervia Grishin, 2019
- Noctulana Larsen, 2012
- Osmodes Holland, 1892
- Osphantes Holland, 1896
- Paronymus Aurivillius, 1925
- Parosmodes Holland, 1896
- Platylesches Holland, 1896
- Ploetzia Saalmüller, 1884
- Pteroteinon Watson, 1893
- Rhabdomantis Holland, 1896
- Semalea Holland, 1896
- Teniorhinus Holland, 1892
- Trida Grishin, 2022
- Tsitana Evans, 1937
- Xanthoneura Eliot, 1978
- Xanthonymus Grishin, 2019
- Zographetus Watson, 1893
- Zophopetes Mabille, 1904